# Луция Фрей-Готесман
Лу̀ция Фрей-Го̀тесман (на полски: Łucja Frey-Gottesman) е полска лекарка невроложка, авторка на едно от първите описания на синдром, който впоследствие е наречен „синдром на Фрей“. Умира по време на Холокоста, най-вероятно убита в Лвовското гето.

## Биография
Луция Фрей е родена на 3 ноември 1889 година в град Лемберг, Австро-Унгария, в еврейското семейство на Дина и Шимон Фрей. В периода 1896 – 1900 година учи в основното училище на Бенедиктинския орден. Следващите седем години получава средно образование в Еврейското девическо училище „Голдблат-Камерлинг“. През 1907 година получава диплома като външен ученик в държавна гимназия „Франц-Йозеф“. През 1912 година завършва математика в Лвовския университет. На следващата година издържа изпит за учител. В 1923 година получава диплома по медицина от Варшавския университет.
В продължение на пет години е асистентка на проф. Кажимеж Ожеховски. През 1925 година публикува изследвания за топографията на мозъчния ствол и анатомичните промени при амиотрофичната латерална склероза. Омъжва се за адвоката Марек Готесман. От 1929 година работи в Еврейската болница в Лвов.
След началото на Втората световна война (1939) съпругът ѝ е арестуван и убит от съветската окупационна власт. След идването на немците Луция е затворена в Лвовското гето. Убита е през 1942 година в гетото или в лагера Белжец.